# O6-メチルグアニン-DNAメチルトランスフェラーゼ
O6-メチルグアニン-DNAメチルトランスフェラーゼ（英: O6-methylguanine DNA methyltransferase、略称: MGMT）またはO6-アルキルグアニン-DNAアルキルトランスフェラーゼ（英: O6-alkylguanine DNA alkyltransferase、略称: AGT、AGAT）は、ヒトではMGMT遺伝子にコードされるタンパク質である。MGMTはゲノムの安定性に重要であり、自然発生する変異原性DNA損傷である6-O-メチルグアニンをグアニンに戻し、DNA修復や転写時のミスマッチやエラーを防ぐ役割を果たす。マウスでは、Mgmt遺伝子の喪失によってアルキル化試薬曝露後の発がんリスクが増大する。細菌には2つのアイソザイムが存在し、Ada、Ogtと呼ばれている。

## 機能と機構
アルキル化変異原が選択的に修飾するのはグアニンのN7位であるが、DNAの主要な発がん性損傷となるのは6-O-アルキル化グアニンである。このDNA付加体は修復タンパク質MGMTによってSN2機構を介して除去される。このタンパク質は、化学量論的反応によって損傷部位からアルキル基を除去し、アルキル化後に活性型酵素が再生されることはないため、厳密な意味で酵素ではない（自殺酵素と呼ばれる）。タンパク質のメチル基受容残基はシステインである。
{\displaystyle \mathrm {\ {\xrightarrow {MGMT}}} }
6-O-メチルグアノシンからグアノシンへの脱メチル化反応

## 臨床的意義
悪性度の高い脳腫瘍である膠芽腫の患者の中でも、MGMT遺伝子のプロモーターがメチル化されている患者は抗がん剤テモゾロミドの効果が高い。全体として、臨床予測モデルにおいてMGMT遺伝子のメチル化は患者の生存期間の長さと関係している。臨床現場で行われるMGMTプロモーターのメチル化の検査としては、免疫組織学的アッセイやRNAベースのアッセイよりもメチル化特異的PCR（MS-PCR）やパイロシークエンシングといったDNAベースの手法が望ましい。
また、MGMTは遺伝子治療の効果を高める有用なツールであることも示されている。目的の遺伝子とMGMTの2つのコンポーネントを含むベクターを用いることで、遺伝子導入に成功した細胞をin vivoで薬剤で選別することができる。
環境、タバコの煙、食品、内在性代謝産物中の変異原によって、DNAをアルキル化、より具体的にはメチル化する反応性の高い親電子種が生成され、6-O-メチルグアニン（m6G）が生成される。
1985年のYaroshによる先駆的業績によって、m6Gが最も変異原性と発がん性の高いアルキル化塩基であることが確立された。1994年Rasouli-Niaらは、DNA中の対合していないm6G約8個につき1つの変異が導入されることを示した。

### がんにおける発現
| 種類                                   | 欠損の頻度 | 発がん素地における欠損の頻度 |
| -------------------------------------- | ---------- | ---------------------------- |
| 子宮頸癌                               | 61%        | 39%                          |
| 大腸癌                                 | 40–90%     | 11–34%                       |
| マイクロサテライト不安定性を示す大腸癌 | 70%        | 60%                          |
| 食道腺癌                               | 71–79%     | 89%                          |
| 食道扁平上皮癌                         | 38–96%     | 65%                          |
| プロモーターメチル化を伴う膠芽腫       | 44–59%     |                              |
| 頭頸部扁平上皮癌                       | 54%        |                              |
| 肝細胞癌（C型肝炎ウイルス関連）        | 68%        | 65%                          |
| 喉頭癌                                 | 54–61%     | 38%                          |
| 胃癌                                   | 32–88%     | 17–78%                       |
| 甲状腺癌                               | 87%        |                              |

### エピジェネティックな抑制
DNA修復に欠陥を有する散発性がんの中で、DNA修復遺伝子に変異を抱えているものは少数である。こうしたがんの大部分では、1つまたはそれ以上のエピジェネティックな変化によってDNA修復遺伝子の発現が低下もしくはサイレンシングされている。ある研究では、大腸がん試料113種類のうちDNA修復遺伝子MGMTにミスセンス変異が存在するものはわずか4つであったのに対し、大部分ではMGMTプロモーター領域のメチル化によってMGMTの発現が低下していた。
MGMTのエピジェネティックな抑制はいくつかの方法で行われている。がんでMGMTの発現が抑制されている場合、多くはプロモーター領域のメチル化によるものである。一方で、ヒストンH3のリジン9番のジメチル化やmiR-181d、miR-767-3p、miR-603などのmiRNAの過剰発現によって抑制が行われている場合もある。

### 発がん素地における欠損

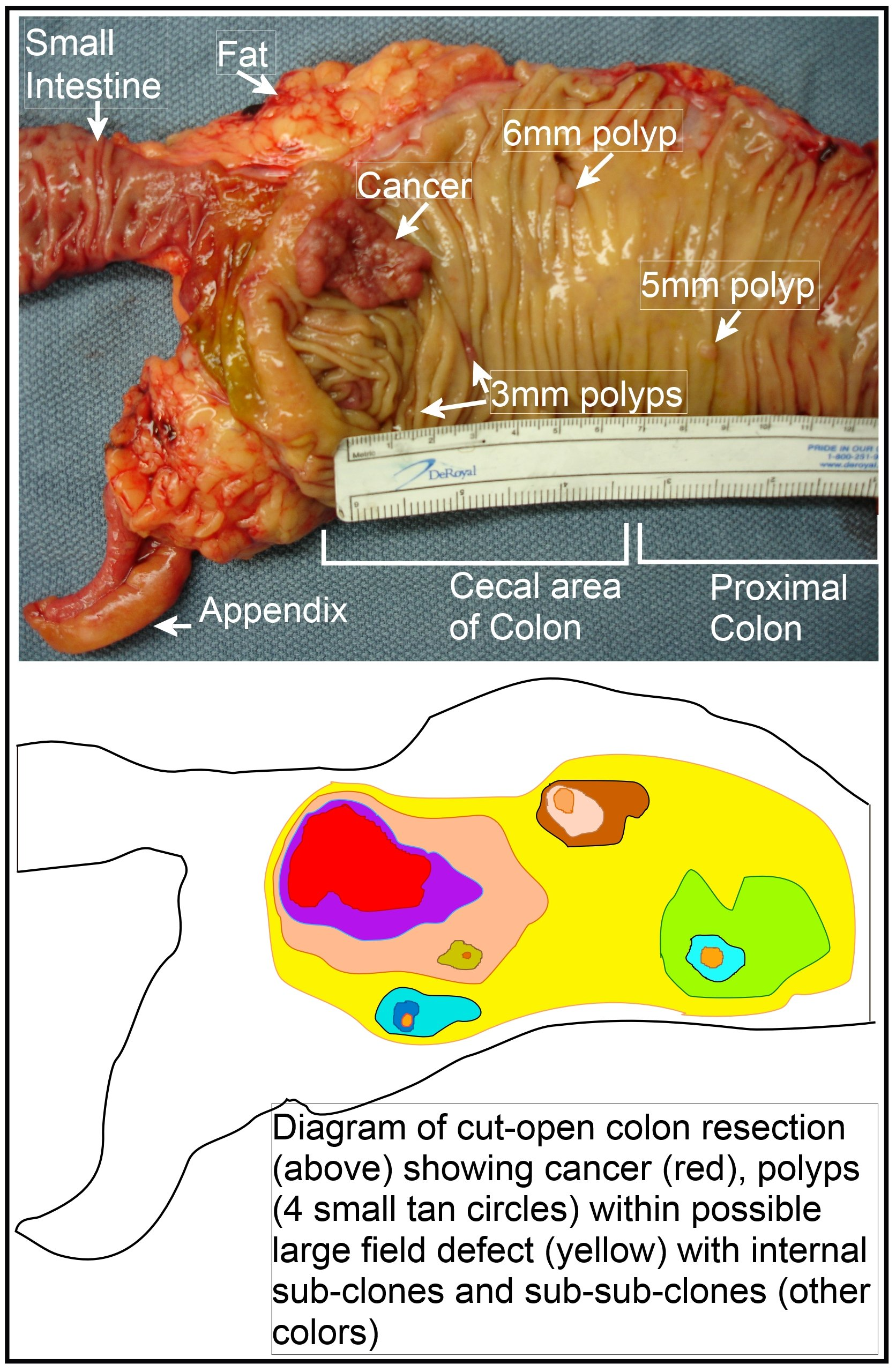
長軸方向に開かれた切除直後の結腸の一部。がんと4つのポリープが示されている。加えて、発がん素地（がん発生に先立ってその素因となっている領域）の可能性が高い領域、腫瘍の前駆となるサブクローンとサブサブクローンが模式図で示されている。

発がん素地（field defect）は、エピジェネティックな変化や変異によって、がん発生の素因となるような状態が整えられた領域である。Rubinによって指摘されているように、がん研究の大部分はin vivoでは明確に定義された腫瘍を、in vitroでは個別の腫瘍病巣を対象として行われたものである。しかしながら、mutator phenotypeのヒト大腸がんでみられる体細胞変異の80％以上がクローン性増殖の開始前に生じていることを示す証拠が得られている。同様にVogelsteinらは、腫瘍で同定されている体細胞変異の半数以上は新生物発生前の段階、見かけ上正常な細胞の成長時に生じたものであることを指摘している。
上の表では、がん周囲の発がん素地（組織学的には正常な組織）でのMGMTの欠損が記載されている。MGMTのエピジェネティックな抑制やサイレンシング自体は、幹細胞の選択上の利点をもたらすものではないと考えられる。しかし、MGMTの発現の低下また欠損は変異率の上昇を引き起こすと考えられ、変異した遺伝子のうちの1つまたは複数が細胞に選択上の利点をもたらす可能性がある。その後、変異した幹細胞が増殖クローンを生み出す際に、発現が不十分なMGMT遺伝子は選択的に中立もしくはわずかに有害なパッセンジャー遺伝子（ヒッチハイカー遺伝子）として保有される可能性がある。MGMTをがエピジェネティックに抑制されたクローンが存在し続けることでさらなる変異が生じ続け、そのうちのいくつかから腫瘍が生じる可能性がある。

### 外因性損傷と欠損
MGMTの欠損だけでは、がんへの進行を引き起こすには不十分である可能性がある。Mgmtのホモ接合型変異マウスは、ストレスがない状態で生育された場合には野生型マウスより多くのがんが発生することはない。一方、アゾキシメタンとデキストラン硫酸によるストレス処理を行うと、Mgmt変異マウスでは4コロニー以上の腫瘍が生じるのに対し、野生型マウスでは1以下である。

### 他のDNA修復遺伝子との協調的な抑制
がんでは、複数のDNA修復遺伝子が同時に抑制されていることが多い。MGMTが関係する例として、40種類の星細胞腫試料で27種類のDNA修復遺伝子のmRNAの発現を非患者由来の正常な脳組織と比較した研究では、星細胞腫の全てのグレード（II、III、IV）で13種類のDNA修復遺伝子（MGMT、NTHL1、OGG1、SMUG1、ERCC1、ERCC2、ERCC3、ERCC4、MLH1、MLH3、RAD50、XRCC4、XRCC5）が有意にダウンレギュレーションされていた。これら13遺伝子が高グレードだけでなく低グレードでも抑制されていることは、これらが後期段階だけでなく初期段階にも重要である可能性を示唆している。他の例では、胃がんの135試料でMGMTとMLH1に対する免疫反応性は密接に相関しており、腫瘍のプログレッションの過程でMGMTとMLH1の喪失は協調的に加速しているようである。

## 相互作用
MGMTはエストロゲン受容体αと相互作用することが示されている。

## 関連文献
- “Variability and regulation of O6-alkylguanine-DNA alkyltransferase”. Carcinogenesis 24 (4):  625–35. (2003). doi:10.1093/carcin/bgg005. PMID 12727789.